# Dominic Serres
Dominic Serres (c. 1722 - 4 de novembro de 1793), também conhecido por Dominic Serres, o Velho, foi um pintor francês, associado à escola inglesa de pintura e à temática naval. Foi um dos fundadores da Royal Academy of Arts, em 1768, e mais tarde, brevemente, seu bibliotecário, de 1792 até ao seu falecimento.

## Vida e obra
Nasceu em Auch, Gasconha, no sudoeste de França, entre 1719 e 1723. Algumas fontes dizem que morreu aos 74 anos, mas tal não está confirmado. Inicialmente estudou para se tornar padre no seminário beneditino em Douai, mas deixou-o e mudou-se para Espanha. Diz-se que se tornou marinheiro mercante no Mediterrâneo e viveu em Itália. Trabalhou também como marinheiro na América do Sul, tornou-se capitão da marinha mercante em Cuba e viveu vários anos como comerciante em Havana. Em 1748, foi capturado pelos britânicos nas Caraíbas e levado prisioneiro para Inglaterra, em 1752. 
Durante a sua permanência na prisão de Marshalsea, começou a pintar e, após a sua libertação, viveu algum tempo em Northamptonshire, onde ganhava a vida a pintar cenas marinhas. Copiou as obras de Willem van de Velde, o Velho, um pintor marítimo holandês, muito popular então em Inglaterra. Mudou-se depois para Londres, onde se acredita que aprendeu as suas técnicas com o pintor marítimo Charles Brooking (c. 1723–1759). No entanto, se Serres se estabeleceu em Londres em 1758, não poderá ter estudado muito tempo com Brooking, uma vez que este foi sepultado a 25 de Março de 1759.
Durante a Guerra dos Sete Anos (1756-1763), os feitos da frota britânica em batalhas como o cerco de Havana, em 1762, onde os britânicos infligiram danos significativos à Marinha Espanhola, e a Batalha de Chandernagar, levaram a um aumento da popularidade das pinturas navais retratando estas batalhas, e o trabalho de Serres sobre estes temas foi ao encontro do gosto popular britânico. Trabalhando para uma editora que documentava os acontecimentos da Guerra dos Sete Anos, pintou uma série de representações, incluindo a captura de Havana. Pintou também acontecimentos da Guerra da Independência Americana, como a desastrosa Expedição Penobscot lançada pelos americanos, em 1779.
Participou nas exposições realizadas pela Sociedade de Artistas da Grã-Bretanha, fundada no início da década de 1760, e tornou-se seu membro em 1765. A Royal Academy of Arts foi fundada em 1768, e foi então eleito seu membro fundador.
Em 1780, foi nomeado Pintor Marítimo do Rei Jorge III de Inglaterra. Foi nomeado bibliotecário da Royal Academy of Arts, mas morreu pouco depois, em Londres, em 1793. Serres foi sepultado na Antiga Igreja de St. Marylebone.

## Família
Serres casou com Mary Colldycutt, de 18 anos, a 16 de julho de 1749. Casaram no que era conhecido como o "casamento de Fleet", menos dispendioso e menos formal, que era possível sem a filiação numa paróquia específica e era comum na área em redor da Prisão de Fleet. O casal teve quatro filhas e dois filhos, o mais velho dos quais, John Thomas Serres, se tornou também um prolífico pintor marinho. Dominique Michael, o mais novo, também era pintor, mas especializou-se em paisagens.